# Sofia (sabedoria)

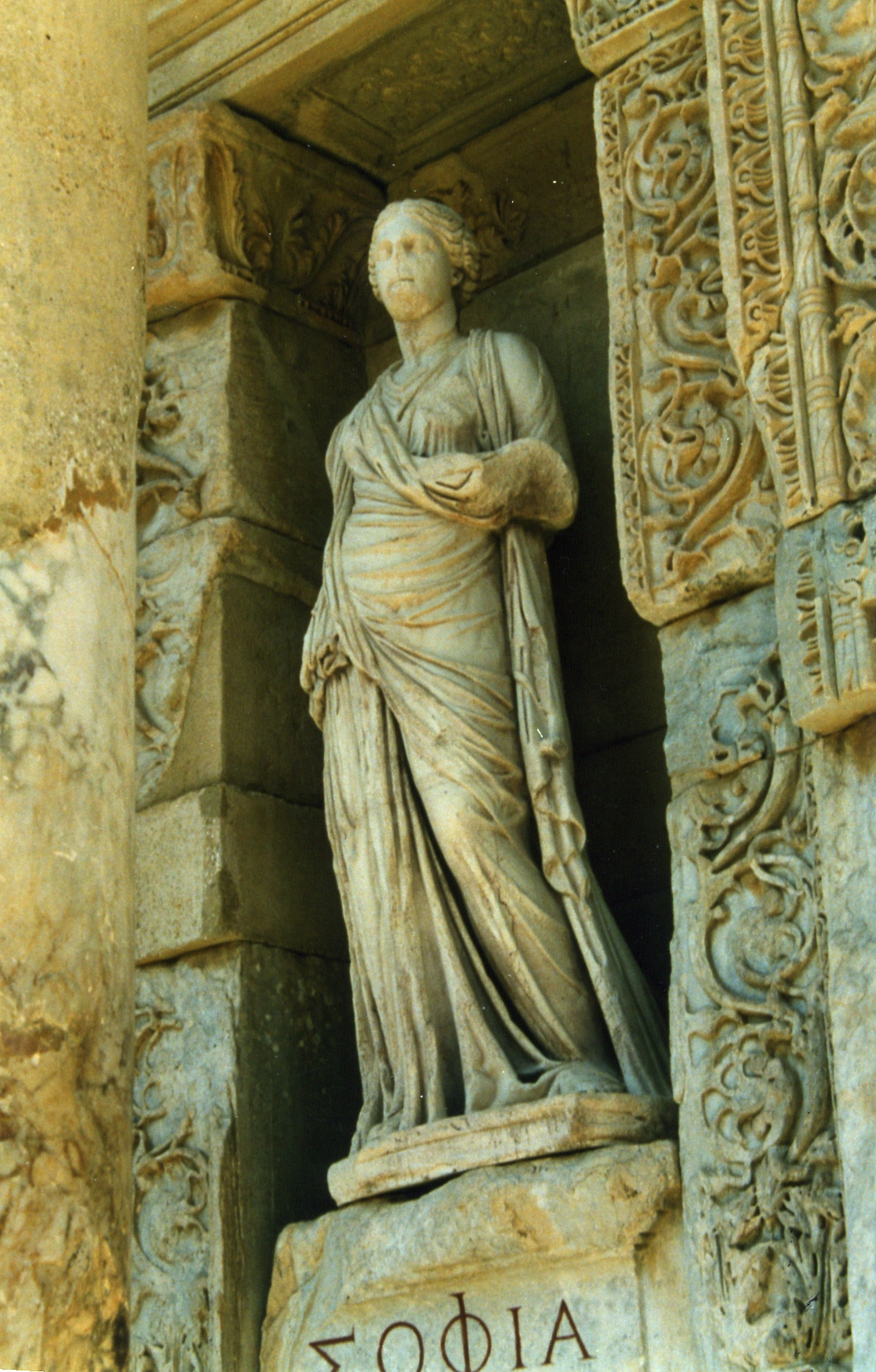
Personificação da Sabedoria (Grego koinē: Σοφία, Sophía) na Biblioteca de Celso em Éfeso (século II).

Sofia ou Sophia (grego koiné: σοφία sophía "sabedoria") é uma ideia central na filosofia e religião helenísticas, platonismo, gnosticismo e teologia cristã. Originalmente carregando um significado de "esperteza, habilidade", o significado posterior do termo, próximo ao significado de Phronesis ("sabedoria, inteligência"), foi significativamente moldado pelo termo filosofia ("amor à sabedoria") como usado por Platão.
Nas igrejas Ortodoxa e Católica Oriental, a Santa Sabedoria (Αγία Σοφία Hagía Sophía) é uma expressão para Deus o Filho (Jesus) na Trindade (como na dedicação da igreja de Hagia Sophia em Constantinopla) e, raramente, para o Espírito Santo.
Referências a Sophia nas traduções do grego koiné da Bíblia hebraica traduzem para o termo hebraico Chokhmah.

## Tradição grega e helenística
A palavra grega antiga Sophia (σοφία, sophía) é o substantivo abstrato de σοφός (sophós), que variadamente se traduz a "esperto, hábil, inteligente, sábio". Estas palavras compartilham a mesma raiz proto-indo-europeia que o verbo latino sapere (literalmente, "saborear, discernir"), de onde sapientia. O substantivo σοφία como "habilidade em artesanato e arte" é homérico e em Píndaro é usado para descrever Hefesto e Atena.
Antes de Platão, o termo para "julgamento sadio, inteligência, sabedoria prática" e assim por diante, qualidades tais como são atribuídas aos Sete Sábios da Grécia, era phronesis (φρόνησις, phrónēsis), de phren (φρήν , phrēn, literalmente "mente"), enquanto sophia se refere a habilidade técnica.
O termo philosophia (φῐλοσοφῐ́ᾱ, philosophíā, literalmente "amor da sabedoria") foi usado principalmente após a época de Platão, seguindo seu professor Sócrates, embora tenha sido dito que Pitágoras foi o primeiro a se chamar um filósofo. Essa compreensão da philosophia permeia os diálogos de Platão, especialmente a República. Nessa obra, os líderes da utopia proposta devem ser reis filósofos: governantes que são amantes da sabedoria. De acordo com Platão em Apologia, o próprio Sócrates foi apelidado de "o mais sábio" [σοφώτατός , sophṓtatós] homem da Grécia" pelo oráculo pítico. Sócrates defende este veredicto em Apologia no sentido de que ele, pelo menos, sabe que ele nada sabe. O ceticismo socrático é contrastado com a abordagem dos sofistas, que são atacados em Górgias por confiando meramente na eloquência. Cícero em De Oratore  mais tarde criticou Platão por sua separação da sabedoria da eloquência. Sophia é nomeada como uma das quatro virtudes cardeais (no lugar de phronesis) no Protágoras de Platão.
Fílon, um judeu helenizado escritor em Alexandria, tentou harmonizar a filosofia platônica e as escrituras judaicas. Também influenciado pelos conceitos filosóficos estoicos, ele usou o termo koiné logos (λόγος, lógos) para o papel e função da Sabedoria, um conceito posteriormente adaptado pelo autor do Evangelho de João nos versículos iniciais e aplicado a Jesus como o Verbo (Logos) de Deus Pai .
No gnosticismo, Sophia é uma figura feminina, análoga à alma, mas também simultaneamente uma das emanações da Mônada. Os gnósticos sustentavam que ela era a sizígia de Jesus (isto é, a Noiva de Cristo), e que seria o Espírito Santo da Trindade. Ela é ocasionalmente referida pelo equivalente hebraico de Achamṓth (Ἀχαμώθ ; em hebraico:  חוכמה) e como Proúnikos (Προύνικος).

## Teologia cristã

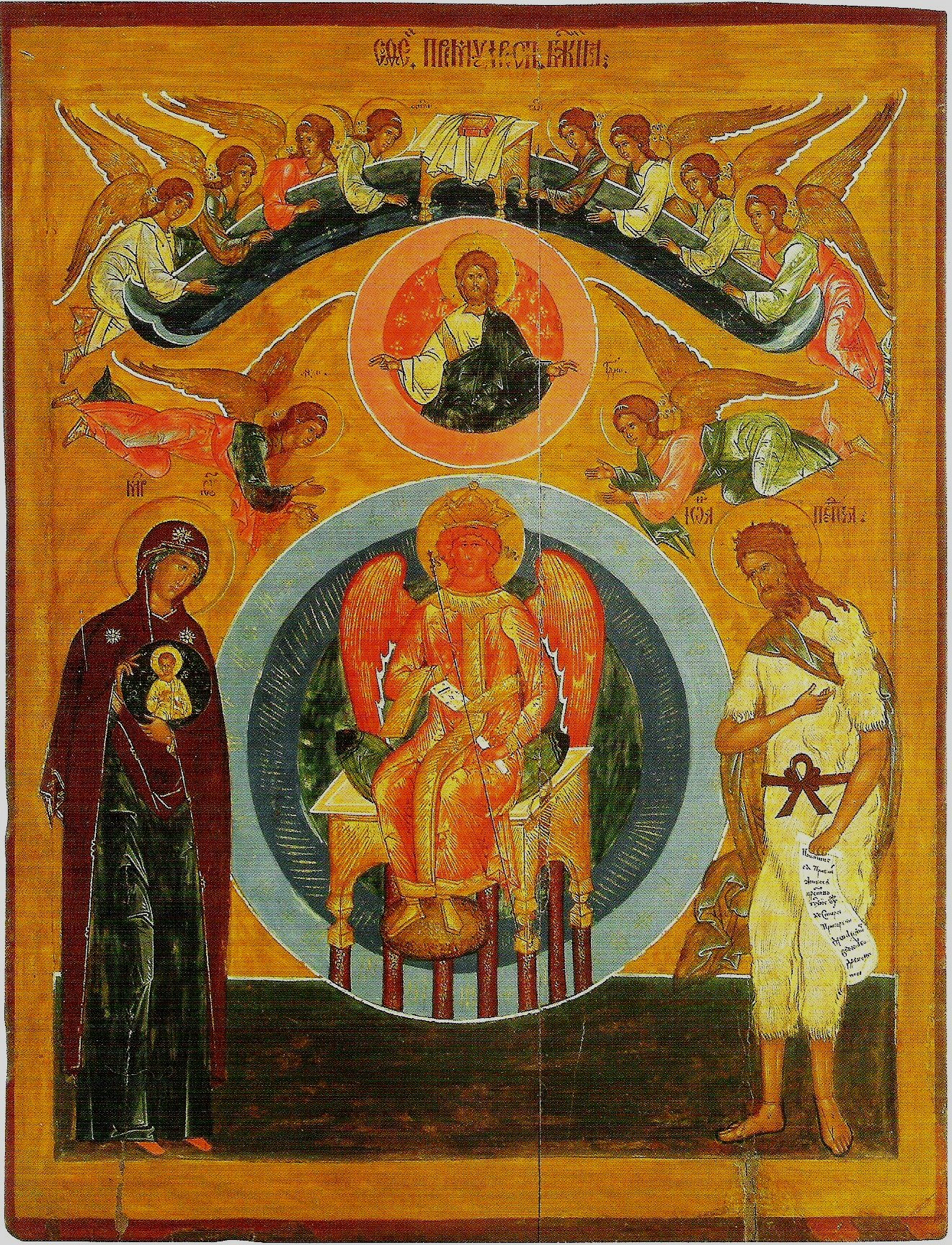
Ícone da Sabedoria Divina (София Премудрость Божия) da Igreja de São Jorge em Vologda (século XVI).

A teologia cristã recebeu a personificação da Sabedoria Divina do Antigo Testamento (Septuaginta Sophia, Vulgata Sapientia). A conexão da Sabedoria Divina com o conceito do Logos resultou na interpretação da "Santa Sabedoria" (Hagia Sophia ) como um aspecto de Cristo, o Logos.
A expressão Ἁγία Σοφία  não é encontrada no Novo Testamento, embora passagens nas epístolas paulinas igualem o Cristo à "sabedoria de Deus" (θεοῦ σοφία). A forma mais clara da identificação da Sabedoria Divina com Cristo vem em 1 Coríntios 1:17-2:13. Em 1 Cor. 2:7, Paulo fala da Sabedoria de Deus como um mistério que foi "ordenado perante o mundo para a nossa glória".

### Cristologia
Seguindo 1 Coríntios, os Padres da Igrejachamaram a Cristo de "Sabedoria de Deus". Portanto, quando rebatendo alegações sobre a ignorância de Cristo, Gregório de Nazianzo insistiu que, visto que ele era divino, Cristo sabia tudo: "Como ele pode ser ignorante de qualquer coisa que seja, quando ele é Sabedoria, a criadora dos mundos, que traz todas as coisas para a realização e recria todas as coisas, que é o fim de tudo que surgiu?" (Orationes, 30.15). Irineu representa outra tradição patrística menor que identificou o Espírito de Deus, e não o próprio Cristo, como "Sabedoria" (Adversus haereses, 4.20.1-3; cf. 3.24.2; 4.7.3; 4.20.3). Ele poderia apelar para o ensinamento de Paulo sobre a sabedoria como um dos dons do Espírito Santo (1 Cor. 12: 8). Contudo, a maioria aplicou a Cristo o título/nome de "Sabedoria".

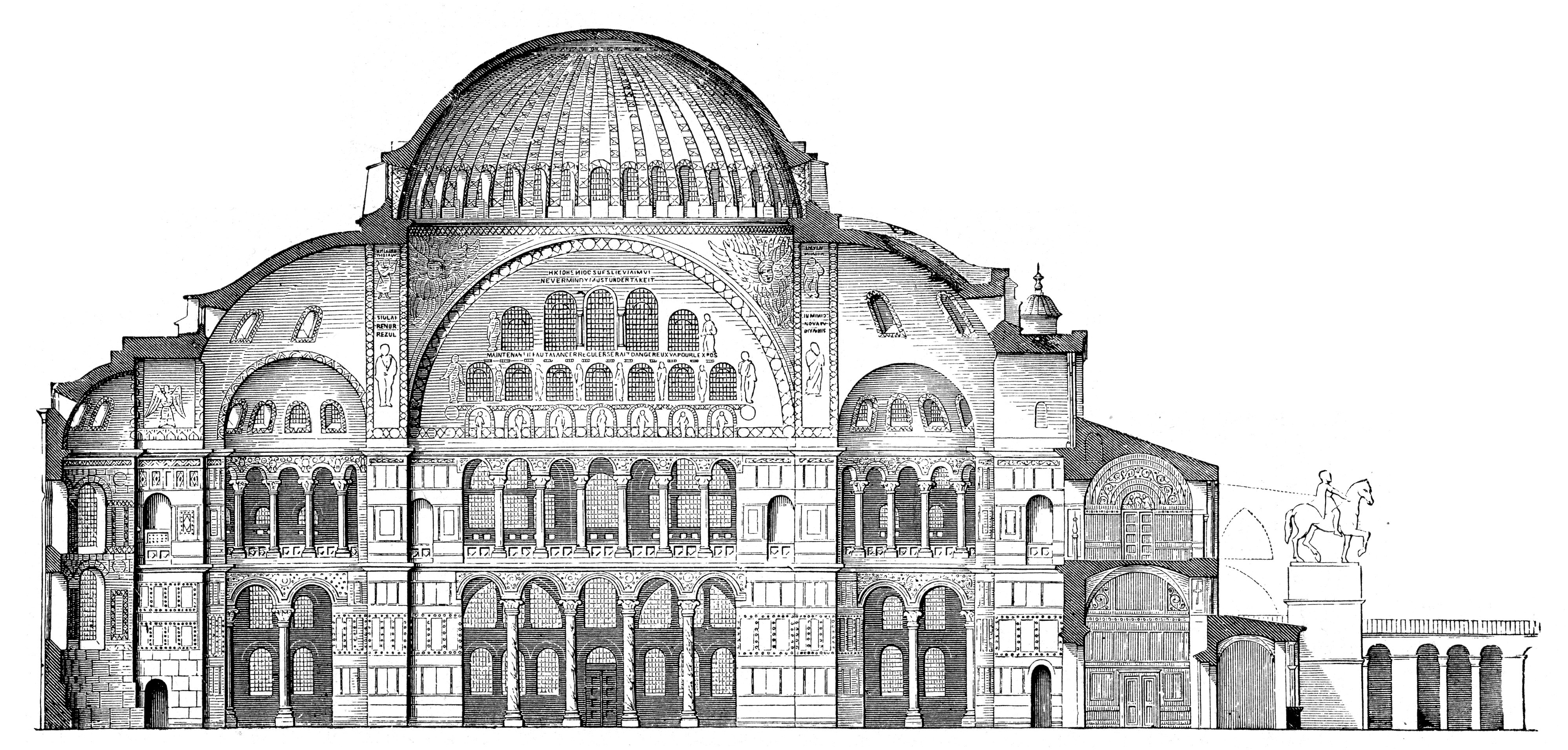
Reconstrução da basílica de Hagia Sophia (seção)

Constantino, o Grande, estabeleceu um padrão para os cristãos orientais ao dedicar uma igreja a Cristo como a personificação da Sabedoria Divina. Em Constantinopla, sob Justiniano I, a Hagia Sophia ("Sabedoria Sagrada") foi reconstruída, consagrada em 538 e tornou-se modelo para muitas outras igrejas bizantinas. Na Igreja Latina, no entanto, "o Verbo" ou Logos surgiu mais claramente do que "a Sabedoria" de Deus como um título central e elevado de Cristo .
Na teologia da Igreja Ortodoxa Oriental, a Santa Sabedoria é entendida como o Logos Divino que se encarnou como Jesus; esta crença sendo por vezes também expressa em alguns ícones ortodoxos orientais. Na Divina Liturgia da Igreja Ortodoxa, a exclamação Sophia! ou em português Sabedoria! será proclamada pelo diácono ou sacerdote em certos momentos, especialmente antes da leitura das escrituras, para chamar a atenção da congregação para o ensino sagrado.
Há uma tradição hagiográfica, datando do final do século VI, de uma Santa Sofia e suas três filhas, Santas Fé, Esperança e Caridade. Isto foi tomado como a veneração de figuras alegóricas de uma época inicial, e o grupo de santas tornou-se popular na iconografia ortodoxa russa como tal (os nomes das filhas traduzidas como Вѣра, Надежда, Любовь). A veneração das três santas nomeadas para as três virtudes teológicas provavelmente surgiu no século VI.

### Iconografia

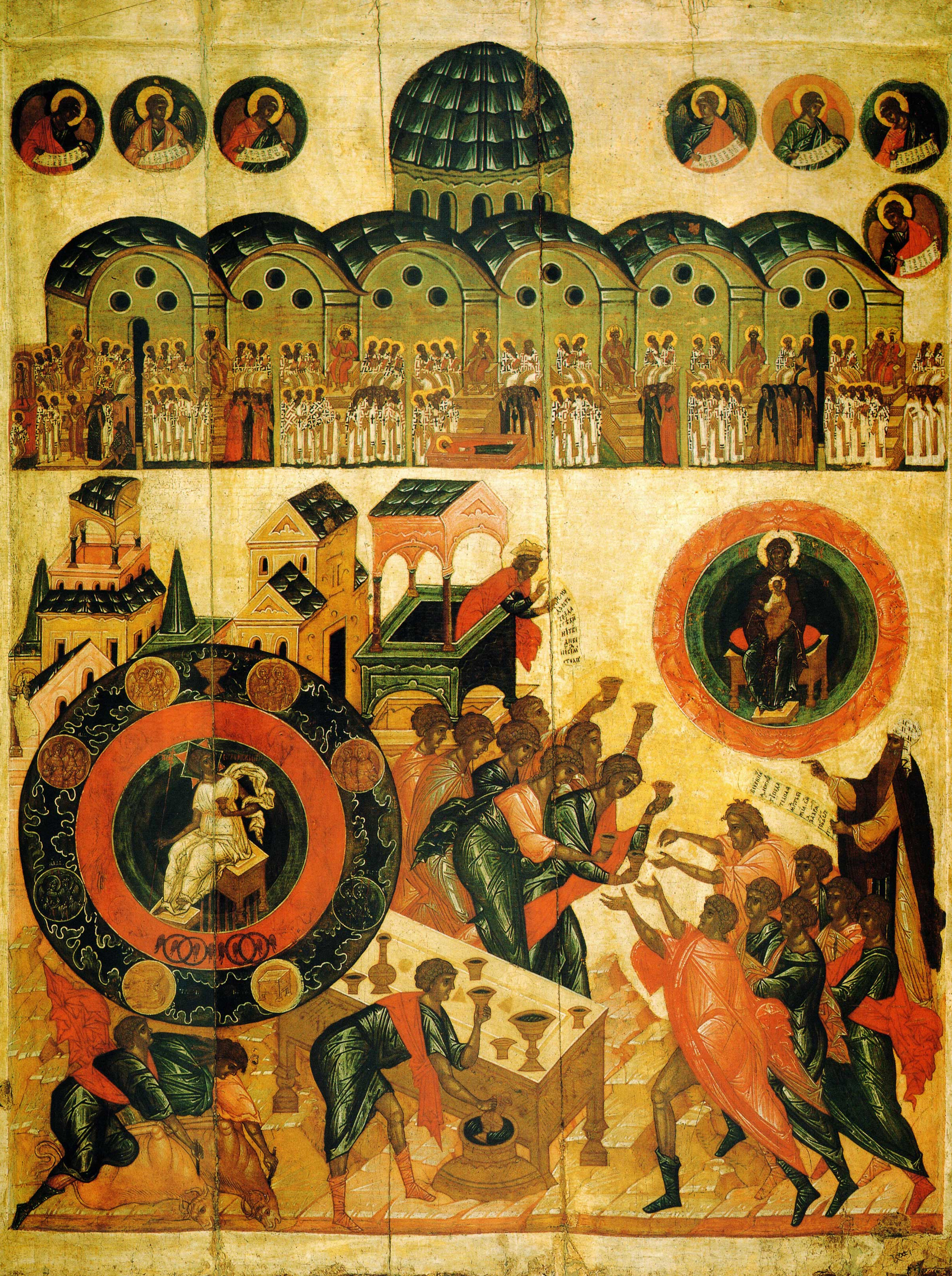
"A sabedoria edificou a sua casa" (Премудрость созда Себе дом, Novgorod, século XVI).

A identificação cristológica de Cristo, o Logos com a Sabedoria Divina (Hagia Sophia), está fortemente representada na tradição iconográfica da Igreja Ortodoxa Russa. Um tipo de ícone de Theotokos é "A sabedoria edificou a sua casa" (Премудрость созда Себе дом), uma citação de Provérbios 9:1 ("A sabedoria edificou a sua casa, ela partiu as sete colunas") interpretada como prefigurando a encarnação, com Teótoco sendo a "casa" escolhida pela "Sabedoria hipostática" (isto é, "Sabedoria" como pessoa da Trindade).

### Misticismo cristão
No misticismo ortodoxo russo, Sophia tornou-se cada vez mais indistinguível da pessoa de Theotokos (e não de Cristo), a ponto de implicar a Teótoco como uma "quarta pessoa da Trindade".
Tais interpretações tornaram-se populares no final do século XIX até o início do século XX, avançadas por autores como Vladimir Solovyov, Pavel Florensky, Nikolai Berdyaev e Sergei Bulgakov. A teologia de Bulgakov, conhecida como "Sofianismo", apresentou a Sabedoria Divina como "consubstancialidade da Santíssima Trindade", operando como aspecto de consubstancialidade (ousia ou physis, substantia ou natura) ou "hipostaticidade" da Trindade das três hipóstases, o Pai, o Filho e o Espírito Santo, "que salvaguarda a unidade da Santíssima Trindade". Foi o tema de uma controvérsia altamente política no início dos anos 1930 e foi condenado como herético em 1935.
Dentro da tradição protestante na Inglaterra, Jane Leade, mística cristã, universalista e fundadora da Sociedade Filadélfia, escreveu copiosas descrições de suas visões e diálogos com a "Virgem Sofia" que, segundo ela, revelou-lhe o funcionamento espiritual do universo. Leade foi imensamente influenciada pelos escritos teosóficos do místico cristão alemão do século XVI Jakob Böhme, que também fala da Sophia em obras como O Caminho para Cristo (1624). Jakob Böhme foi muito influente para vários místicos cristãos e líderes religiosos, incluindo George Rapp e a Harmony Society.

## Personificação
Sophia não é uma "deusa" na tradição grega clássica; Deusas gregas associadas à sabedoria são Metis e Atena (latim Minerva). Pelo Império Romano, tornou-se comum descrever as virtudes cardeais e outros ideais abstratos como alegorias femininas. Assim, na Biblioteca de Celso em Éfeso, construída no século II, há quatro estátuas de alegorias femininas, representando sabedoria (Sophia), conhecimento (Episteme), inteligência (Ennoia) e valor (Arete). No mesmo período, Sophia assume aspectos de uma deusa ou poder angélico no gnosticismo .
Na iconografia cristã, a Santa Sabedoria ou Hagia Sophia foi descrita como uma alegoria feminina do período medieval. Na tradição ocidental (latim), ela aparece como uma virgem coroada; na tradição ortodoxa russa, ela tem um aspecto mais sobrenatural de uma mulher coroada com asas em uma cor vermelha brilhante. As virgens mártires Fé, Esperança e Sabedoria, com sua mãe Sophia, são retratados como três garotinhas de pé em frente à mãe, vestida de viúva.
Alegoria da Sabedoria e Força é uma pintura de Paolo Veronese, criada por volta de 1565 em Veneza. É uma pintura alegórica em larga escala representando a Sabedoria Divina personificada à esquerda e Hércules, representando Força e preocupações terrenas, à direita.

## Recepção moderna

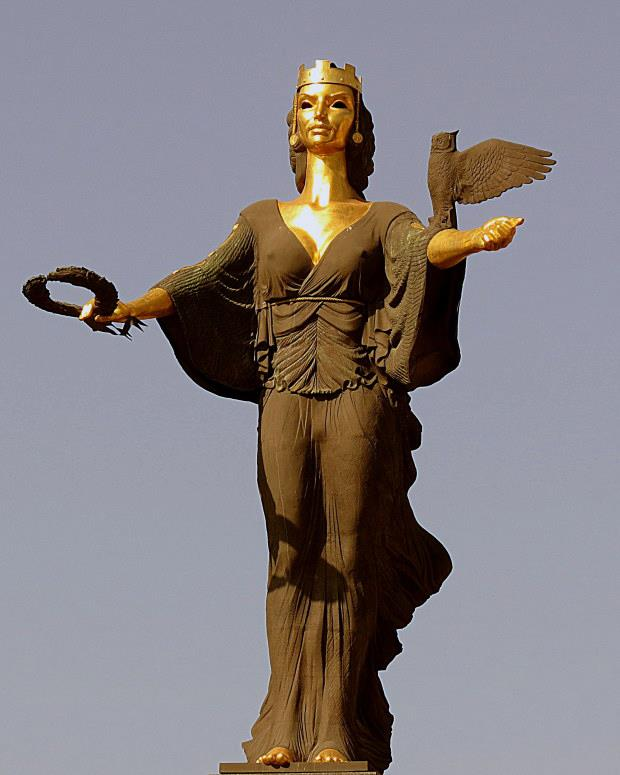
Estátua de Sofia em Sófia, Bulgária

Uma deusa Sophia foi introduzida na Antroposofia por seu fundador, Rudolf Steiner, em seu livro A Deusa: Da Natura à Divina Sophia e uma posterior compilação de seus escritos intitulada Isis Maria Sophia. Sofia também figura proeminentemente na Teosofia blavatskyana, um movimento espiritual ao qual a Antroposofia estava intimamente relacionada. Helena Blavatsky, a fundadora da Teosofia, descreveu-a em seu ensaio O que é Teosofia? como uma doutrina de sabedoria esotérica, e disse que a "Sabedoria" referida era "uma emanação do princípio Divino" tipificada por "... algumas deusas - Metis, Neitha, Atena, a Sophia Gnóstica ..."
Desde os anos 1970, Sophia também foi invocada como uma deusa na Wicca diânica e correntes relacionadas à espiritualidade feminista.
A obra de arte de instalação de 1979, The Dinner Party, apresenta um cenário para Sophia.
Há uma escultura monumental da Sagrada Sabedoria descrita como uma "deusa" em Sófia, a capital da Bulgária (a cidade em si tem o nome da Igreja de Santa Sofia). A escultura foi erguida em 2000 para substituir uma estátua de Lenin.